# Jamaica Music Society
La Jamaica Music Society (JAMMS) è un'organizzazione non governativa non a scopo di lucro che si occupa di tutelare l'industria musicale della Giamaica e i musicisti, interpreti, autori e compositori che ne fanno parte. È membro dell'International Federation of the Phonographic Industry.
Dal 2025 rende disponibile una top 10 delle canzoni più riprodotte settimanalmente nelle radio giamaicane compilata sulla base dei dati forniti dall'azienda BMAT.